# Philiolaus mabillei
Philiolaus mabillei är en fjärilsart som beskrevs av Riley 1928. Philiolaus mabillei ingår i släktet Philiolaus och familjen juvelvingar. Inga underarter finns listade i Catalogue of Life.